# 전주완산초등학교
전주완산초등학교는 대한민국 전북특별자치도 전주시 완산구 동완산동에 있는 공립 초등학교로, 아직 대한제국 시대 말기 때인 1906년 12월 15일에 전북전주사립함육보통학교로 첫 개교되었다.

## 학교 연혁
- 1906년 12월 15일 사립함육학교 인가(서학동 192-2)
- 1913년 4월 1일 전주제2공립보통학교로 인가
- 1938년 4월 1일 전주완산공립심상소학교로 개칭
- 1939년 8월 1일 현 위치로 이전
- 1941년 4월 1일 전주완산공립국민학교로 개칭
- 1996년 3월 1일 전주완산초등학교로 개명
- 2023년 3월 1일 제31대 문심교 교장 부임
- 2024년 1월 5일 제111회 졸업(졸업생 총수:29,187명)
- 2024년 3월 1일 초등학교 7학급(특수 1학급 포함) · 유치원 1학급 편성

## 참고 자료
- 전주완산초등학교 - 한국교육학술정보원 학교알리미